# ハナイ科
ハナイ科 (ハナイか、Butomaceae) は、単子葉類の科のひとつでハナイ (Butoma umbellatus) 1種のみからなる単型科。球根性の多年草、水草である。ユーラシアの温帯に分布するが、日本には自生しない。多くの分類体系ではオモダカ目に属する。

## 分類

### APG植物分類体系
APG植物分類体系では、トチカガミ科や、さらにオモダカ科、キバナオモダカ科と姉妹群をなすとして、オモダカ目の中におかれる。
- 被子植物 Angiosperm
  - 単子葉類 Monocots
    - オモダカ目 Alismatales
      - ハナイ科 Butomaceae

### クロンキスト体系
クロンキスト体系でもオモダカ目である。
- 被子植物門 Magnoliophyta
  - 単子葉植物綱 Liliopsida
    - オモダカ亜綱 Alismatidae
      - オモダカ目 Alismatales
        - ハナイ科 Butomaceae